# Карл Шутте
Карл Шутте (англ. Carl Schutte, 5 жовтня 1887 — 24 червня 1962) — американський велогонщик.
Бронзовий призер Олімпійських Ігор 1912 (роздільна індивідуальна гонка), 1912 (роздільна командна гонка) років.